# TO RKUD Pelagić Banja Luka
Tamburaški orkestar RKUD Pelagić Banja Luka je tamburaški orkestar u sastavu Radničkog-kulturno-umjetničkog društva Pelagić iz Banja Luke osnovan 1927.

## O orkestru
Tamburaški orkestar RKUD Pelagić Banja Luka osnovali su 1927. godine sindikalni radnici grada Banje Luke. 

## Povijest
Prvi rukovodilac tamburaškog orkestra bio je Avdo Čardžić, a orkestar je imao 15 članova.
Orkestar je nastupao na priredbama sa zborom širom Bosanske Krajine. Repertoar je bio širok i činile su ga narodne pjesme, kola, karišinci, koračnice, valceri, odlomci iz opera i drugih djela klasične glazbe.
Kroz dugu povijest orkestrom su rukovodili Dušan Umićević, Milan Bokan, Zdravko Ćosić, Davorin Grozdanić i drugi.
Od 1965.godine pa sve do 2012. godine, uz izvjesne prekide, tamburaški orkestar je vodio Marko Popović, legenda RKUD Pelagić, koji je uspješno provodio koncepciju velikog orkestra, kako organizaciono tako i programski.
Zahvaljujući tome, Banja Luka je uvek imala važno mjesto u tamburaškoj glazbi bivše Jugoslavije, a RKUD Pelagić predstavljao rasadnik vrhunskih glazbenika.

## Danas
Danas orkestar ima 20-ak članova,a rukovodilac je David Mastikosa.
Posljednjih godina orkestar redovno zauzima svoje mjesto na prestižnim tamburaškim festivalima na teritoriji bivše Jugoslavije, i po pravilu,iako se radi o amaterskom orkestru beleži odlične rezultate.Na repertoaru se nalaze kako narodne pjesme i igre, tako i najzahtjevnija djela klasične glazbe.

## Članovi orkestra
| Bisernica I - Tamara Pušić - Stefan Tešanović Bisernica II - Sonja Šukalo - Vesna Grozdanić Brač E - Mihajlo Konjević - Marko Zoranović Čelo - Svetislav Milošević - Teodor Babić - Dušan Štrbac - Nina Babić | Brač I - Mario Smilčić - Goran Raković - Luka Stijaković Brač II - Nemanja Banjanin - Bojan Dukić - Dajan Jošić Berde - Dimitrije Adamović - Dragan Simić - Đorđe Babić Bugarija - Bojan Radonić - Pavle Trivić |

## Vanjske poveznice
- Neslužbena stranica  Arhivirana inačica izvorne stranice od 3. lipnja 2014. (Wayback Machine)
- region Etrafika.net[neaktivna poveznica]